# Wappen Australiens

Wappen Australiens

Das seit dem 19. September 1912 gültige Wappen Australiens zeigt einen sechsfeldigen Schild.

## Beschreibung
Das Wappen ist zweimal gespalten und einmal geteilt mit einem silbernen Bord als Hermelinbordüre. In den sechs Feldern werden die Badges (Abzeichen) der jeweiligen Bundesstaaten gezeigt.
- Das erste Feld, heraldisch-rechts oben (vom Betrachter aus links oben), steht für New South Wales und zeigt in Silber ein Georgskreuz mit je einen goldenen Stern auf seinen Armen und in seiner Mitte mit einem laufenden goldenen Löwen belegt.
- Das mittlere Feld der oberen Reihe zeigt in Blau das silberne Kreuz des Südens aus fünf unterschiedlich großen Sternen, über dem eine goldene Krone schwebt. Es steht für Victoria.
- Das Feld heraldisch-links oben steht für Queensland und zeigt in Silber ein blaues Malteserkreuz (Victoria-Kreuz) mit mittig aufgelegter Königskrone.
- Heraldisch-rechts unten in Gold ein natürlich gefärbter mit ausgebreiteten Flügeln auf einem Ast sitzender Flötenvogel. Es steht für South Australia.
- Unten Mitte in Gold ein nach links gerichteter schwimmender flügelschlagender Schwarzschwan. Das ist das Zeichen für Western Australia.
- Das sechste Feld zeigt in Silber einen laufenden roten Löwen und steht für die Insel Tasmanien.

Territorien, wie etwa das Northern Territory oder das Australian Capital Territory um die Hauptstadt Canberra sind nicht im Wappen repräsentiert.
Die Schildhalter sind in natürlichen Farben auf der heraldisch rechten Seite ein Känguru, das Nationaltier Australiens, und auf der linken Seite ein Emu. Beide Tiere sind typisch für Australien und können sich nicht rückwärts fortbewegen. Das soll den Fortschritt und die Vorwärtsgewandtheit Australiens unterstreichen.
Über dem Schild schwebt ein gold-blauer Crest mit dem goldenen Commonwealth Star. Dieser hat sieben Zacken, einen für jeden der sechs Bundesstaaten Australiens und einen für die Territorien. Unter dem Schild ist als Postament ein  Akaziengerank, auf dem eine silberne Schriftrolle mit dem Wort in schwarzen Majuskeln Australia liegt.
Die Gold-Akazie, in Australien Golden Wattle genannt, ist die Nationalpflanze Australiens.
Das australische Wappen ist in abgewandelter Form auch auf dem australischen Royal Standard des Monarchen, derzeit König Charles III., zu sehen.

## Geschichte

Das Wappen von 1908

Australien wurde erstmals am 7. Mai 1908 von König Eduard VII. ein eigenes Wappen verliehen. Dieses ursprüngliche Wappen zeigte einen silbernen Schild mit blauem Bord, dieser war mit sechs silbernen Schildchen mit roten Sparren besetzt. Auf dem silbernen Schild befand sich ein rotes, mit fünf Sternen besetztes Georgskreuz. Über dem Schild fand sich auf blau-gold der Stern des Commonwealth. Der Schild wurde links von einem Känguru und rechts von einem Emu gehalten. Auf einem Rasensockel, auf welchem diese stehen, lag ein Spruchband mit dem Wahlspruch Australiens „Advance Australia“ (Vorwärts, Australien). Am 19. September 1912 wurde dieses Wappen vom heutigen Wappen abgelöst.

## Abzeichen des Generalgouverneurs

Wappen des Generalgouverneurs von Australien

Die Krone und Gold-Akazie formen das Abzeichen der Generalgouverneure von Australien.